# Universidad de Antioquia
Die Universität von Antioquia (spanisch Universidad de Antioquia, Abk. UdeA) ist die älteste staatliche Universität Kolumbiens, deren Gründung auf das Jahr 1803 datiert wird. Sie ist die wichtigste Universität im Departamento de Antioquia und zählt zu den führenden Universitäten in Kolumbien.
Sitz ist Medellín. Weitere Standorte sind Caucasia, Puerto Berrío, Amalfi, Segovia, Yarumal, Santa Fe de Antioquia, El Carmen de Viboral, Andes und Turbo.
Die Universität bietet national akkreditierte Bachelor- und Master-Abschlüsse und Post-Baccalaureate-Programme, die sowohl durch Face-to-Face-Kommunikation- und Fernunterricht angeboten werden.
Im Juli 2017 veröffentlichte das Magazin Times Higher Education eine Liste der besten Universitäten Südamerikas. Die Universidad de Antioquia kam dabei auf den 17. Rang.
Das 1969 gegründete Theater der Universität verfügt über 1500 Plätze. Es steht der Öffentlichkeit zur Verfügung.

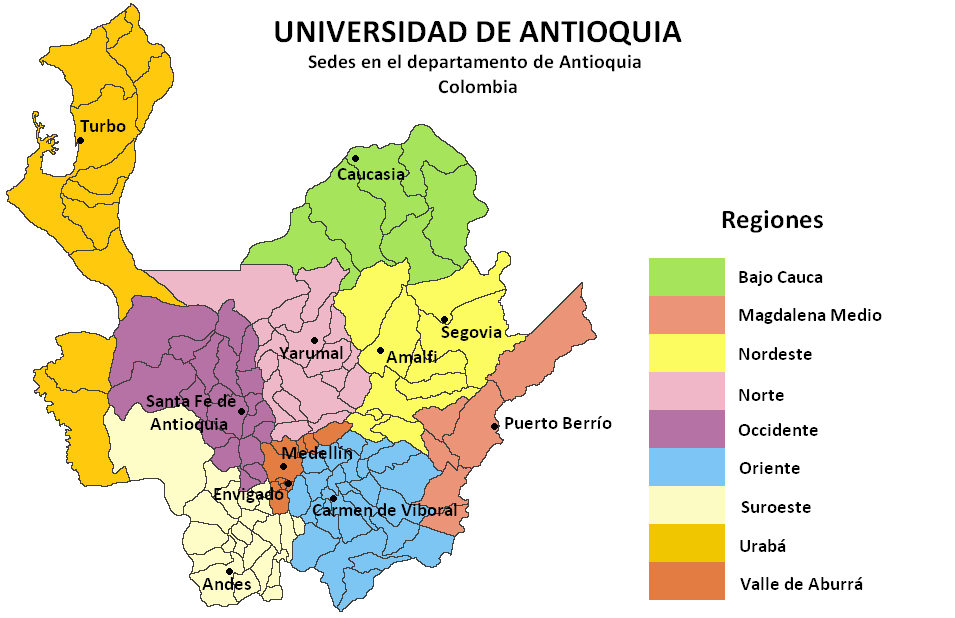
Standorte der Universität

## Organisation
Es gibt 14 Fakultäten:
- Kunst
- Landwirtschaft (mit Tiermedizin)
- Wirtschaftswissenschaften
- Mathematik-Naturwissenschaften
- Geisteswissenschaften
- Kommunikationswissenschaften
- Rechts- und Politikwissenschaften
- Erziehungswissenschaften
- Medizin
- Zahnmedizin
- Pharmakologie
- Krankenschwesterschule
- Öffentliche Gesundheit
- Ingenieurwissenschaften

Seit 1929 veröffentlicht die Universität mit der Editorial Universidad de Antioquia eine bislang rund 350 Titel starke Buchreihe. Sie beinhaltet maßgebliche Beiträge der Beiträge von Mitgliedern der Institution zu geistes- und sozialwissenschaftlichen Themen.
Die Bibliothek besteht seit 1803 und verfügt in sechs Teilbibliotheken auf einer Fläche von 12.008 m² über ein breites Sortiment. Dazu zählen mehr als 650.000 Nachschlagewerke.
Daneben hat die Universität noch vier Schulen (Mikrobiologie, Bibliothekswesen, Sprachen und Ernährung) und vier Institute (Sportunterricht, Philosophie, Regionalstudien und Politikstudien). Zudem verfügt die Universität seit 1982 über ein eigenes Fernsehprogramm.